# OWSLA
OWSLA — музичний лейбл, який належить Сонні Муру, Кетрін Фрейзер, Блейзу Джеймсу й Клейтону Бла. Сонні Мур анонсував лейбл 17 серпня 2011 року. Першим релізом, який вийшов на лейблі, був альбом Портера Робінсона Spitfire.
Під час свого радіо-підкасту Mothership 3 Radio Show, Сонні Мур розповів, що назву лейбла він взяв з книги Річарда Адамса «Небезпечні мандри» в якій «еліта кролячої армії» носила назву OWSLA.

## OWSLA IV
12 грудня 2012 року, лейбл OWSLA запустив програму підписки OWSLA IV за допомогою сервіса drip.fm (раніше The Nest та Nest IV). Підписка дозволяє отримувати доступ до ексклюзивних реміксів та треків, які ще не вийшли, діджей-сетів, купонів та запрошень на концерти та інше (наприклад: ексклюзивне пряме включення). Цей сервіс коштує 12$ на місяць, а усі члени під час реєстрації отримують на вибір будь-які три альбоми.

## Виконавці
- Alesia
- Alex Metric
- Aryay
- David Heartbreak
- Dog Blood
- Etnik
- Figure
- HeartsRevolution
- Hundred Waters
- I Am Legion
- Jack Beats
- Jack Ü
- Kill Paris
- Kill the Noise
- KOAN Sound
- The M Machine
- Moody Good
- MUST DIE!
- Phonat
- Phuture Doom
- Seven Lions
- Skrillex
- SNAILS
- Valentino Khan
- What So Not
- YOGI

Випускники лейблу:
- Alvin Risk
- Bart B More
- Birdy Nam Nam
- Blood Diamonds
- Crookers
- Destructo
- Dillon Francis
- Dream
- The Juggernaut
- MONSTA
- Nick Thayer
- pennybirdrabbit
- Porter Robinson
- Rusko
- Showtek & Noisecontrollers
- Skream
- Sub Focus
- TC
- Teddy Killerz
- Zedd

Виконавці суб-лейблу
- Child In Disguise
- Durante
- Rags
- NAPT
- Stay Positive
- Worthy
- Wuki
- Zomboy